# Peter III av Portugal
Peter III av Portugal (portugisiska: Pedro III), född 5 juli 1717, död 25 maj 1786, var en portugisisk titulärkung och gemål till regerande drottningen Maria I av Portugal 1777–1786.

## Biografi
Son till kung Johan V av Portugal och Maria Anna av Österrike (1683-1754) och bror till Josef I av Portugal. 
Gift 1760 med sin brorsdotter Maria I av Portugal. Han blev kung då hon blev drottning 1777. Hans kungatitel var en hederstitel, liksom en kvinna gift med en kung får hederstiteln drottning. Peter blandade sig aldrig i politiken, utan ägnade sig åt jakt och religion.